# Medalla pel Desenvolupament de les Terres Verges
La Medalla pel Desenvolupament de les Terres Verges (rus:Медаль «За освоение целинных земель») és una medalla soviètica, creada per Nikita Khrusxov el 20 d'octubre de 1956, i atorgada als treballadors dels kolkhozs, dels sovjos, de les estacions de monocultura, altres organitzacions de construcció, treballadors del Partit, dels Soviets, dels Sindicats i del Komsomol per la tasca d'assimilació de terres ermes a les regions del Kazakhstan, Sibèria, els Urals, el nord del Caucas i la regió del Volga, durant un període mínim de dos anys.
Va ser instituïda pel Decret de la Presidència del Soviet Suprem de la Unió Soviètica, amb el disseny, la descripció i els reglaments de la medalla confirmats a la Gaseta del Soviet Suprem de l'URSS n. 22 de 1956.
Penja a l'esquerra del pit i se situa a continuació de la medalla per la Restauració de les Mines de Carbó de Donbass. L'autor del disseny va ser el pintor N.N. Filippov. Juntament amb la medalla s'atorgava un certificat acreditatiu.
Per a la seva concessió, cadascuna de les empreses, estacions, sindicats, kolkhoz i sovjos compossaven unes llistes amb les dades del treballadors proposats. Aquestes llistes eren dirigides als comitès dels Soviets regionals, i després de ser allà revisades, eren confirmades en nom del Soviet Suprem de l'URSS per les Presidències dels Soviets Suprems de les repúbliques autònomes i comitès executius territorials.
La seva concessió era feta en nom de la Presidència del Soviet Suprem de l'URSS pels presidents i membres de les Presidències dels Soviets Suprems de les regions on vivien els receptors.
A inicis de 1954, més de 350.000 joves soviètics van respondre a la crida del PCUS i a la Lliga dels Joves Comunistes van abandonar els seus llocs d'origen per dirigir-se a les zones verges del Kazakhstan, Sibèria, els Urals, el nord del Caucas i la regió del Volga. Durant el període de 1954-1956, aconseguiren transformar 36 milions d'hectàrees de terres verges en terres de conreu, aconseguint una rica collita de gra. 262 d'ells van rebre el títol d'Heroi del Treball Socialista.
Són coneguts els casos que la medalla va ser atorgada en repetides vegades a la mateixa persona, com per exemple, al Sr. K.P. Kotxetov, que la va rebre el 1957 i el 1961. Encara que es tractava d'una medalla personal, en algun cas va ser atorgada de manera col·lectiva, i així el 12 d'octubre de 1966 la va rebre l'Organització del Komsomol de l'Institut Politècnic dels Urals; així com el batalló automobilístic de la regió militar de Kíev.
Aproximadament, va ser atorgada a 1.345.520 persones.

## Disseny
Fabricada en metall no ferros, és de forma circular amb un diàmetre de 32mm.
A l'anvers apareix un tractor recol·lector durant la collita i a l'horitzó apareixen sils. A la part inferir apareix la inscripció "За освоение целинных земель" ("Per l'Assimilació de les Terres Verges").
Al revers apareix la falç i el martell a la part inferior, amb raigs solars que hi divergeixen, i a la part superior, l'estrella de 5 puntes. A la part esquerra hi ha espigues de blat, i a la dreta de blat de moro.
Penja d'un galó pentagonal de seda de muaré de 24mm d'ampla, de color verd fosc amb dues franges longitudinals grogues al costats, de 3mm cadascuna.